# 玛丽-特蕾斯·纳迪希
玛丽-特蕾斯·纳迪希（德語：Marie-Theres Nadig，1954年3月8日—），瑞士女子高山滑雪运动员。她曾代表瑞士参加1972年、1976年和1980年冬季奥林匹克运动会高山滑雪比赛，获得二枚金牌和一枚铜牌。